# Simon Wenzel (Eishockeyspieler)
Simon Wenzel (* 29. September 1989 in Rosenheim) ist ein ehemaliger deutscher Eishockeyspieler, der zuletzt bei den Starbulls Rosenheim aus der 2. Bundesliga unter Vertrag stand.

## Karriere
Der 1,80 m große Stürmer begann seine Karriere bei seinem Heimatverein Starbulls Rosenheim, für deren Juniorenmannschaft er in der Saison 2005/06 erstmals in der Deutschen Nachwuchsliga spielte. Noch in derselben Spielzeit bestritt Wenzel zudem seinen ersten Einsatz für die Seniorenmannschaft in der Oberliga. Die Saison 2007/08 absolvierte der Bayer erstmals ausschließlich in der dritthöchsten Spielklasse und wechselte schließlich im Sommer 2009 zu den Heilbronner Falken in die 2. Bundesliga. Zur Saison 2011/12 folgte seine Rückkehr zu den Starbulls Rosenheim. Aufgrund der Folgen einer schweren Verletzung am Kniegelenk beendete Wenzel seine Eishockeykarriere in der darauffolgenden Saison.

## Karrierestatistik
(Legende zur Spielerstatistik: Sp oder GP = absolvierte Spiele; T oder G = erzielte Tore; V oder A = erzielte Assists; Pkt oder Pts = erzielte Scorerpunkte; SM oder PIM = erhaltene Strafminuten; +/− = Plus/Minus-Bilanz; PP = erzielte Überzahltore; SH = erzielte Unterzahltore; GW = erzielte Siegtore; 1 Play-downs/Relegation; Kursiv: Statistik nicht vollständig)